# Le Loup des mers (film, 1930)
Pour les articles homonymes, voir Le Loup des mers (homonymie) et The Sea Wolf.
Pour plus de détails, voir Fiche technique et Distribution.
Le Loup des mers (The Sea Wolf) est un film américain en noir et blanc réalisé par Alfred Santell d'après le roman de Jack London Le Loup des mers, et sorti en 1930.

## Synopsis
À bord de la goélette Le Fantôme, le capitaine Loup Larsen mène la vie dure à son équipage.

## Fiche technique
- Titre français : Le Loup des mers
- Titre original : The Sea Wolf
- Réalisation : Alfred Santell
- Scénario : Ralph Block, S. N. Behrman (dialogues)
  - d'après 'Le Loup des mers de Jack London (1904)
- Musique : Samuel Kaylin (non crédité)
- Photographie : Glen MacWilliams
- Montage : Paul Weatherwax
- Pays de production :  États-Unis
- Langue d'origine : anglais américain
- Production : Fox Film Corporation
- Format : noir et blanc — 35 mm — 1,20:1 — son : mono (Western Electric System, Movietone)
- Genre : aventure, drame psychologique
- Durée : 87 minutes
- Date de sortie :
  - États-Unis : 21 septembre 1930

## Distribution
- Milton Sills : 'Wolf' Larsen
- Jane Keithley : Lorna Marsh
- Raymond Hackett : Allen Rand
- Mitchell Harris : 'Death' Larsen
- Nat Pendleton : Smoke
- John Rogers : Mugridge
- Harold Kinney : Leach
- Sam Allen : Neilson
- Harry Tenbrook : Axel Johnson